# Lil Tecca
Lil Tecca, pseudonimo di Tyler-Justin Anthony Sharpe (New York, 26 agosto 2002), è un rapper statunitense, noto soprattutto per il singolo Ransom, la sua prima entrata in top five nella Hot 100 di Billboard.

## Biografia
Nato e cresciuto nel quartiere Springfield Gardens del Queens, Lil Tecca si è successivamente trasferito a Laurence su Long Island. I suoi genitori sono entrambi immigrati giamaicani. Il suo nome d'arte deriva dal soprannome datogli da un'amica virtuale.
Il rapper ha iniziato a caricare brani originali su Soundcloud, ottenendo popolarità. La canzone che ha lanciato la sua carriera è però Ransom, uscita a maggio 2019, che ha raggiunto la 4ª posizione della classifica statunitense dei singoli ed è entrata in top 10 in quindici altri paesi. Il successivo 30 agosto è uscito We Love You Tecca, il primo mixtape del rapper, che ha debuttato alla 4ª posizione della classifica statunitense degli album con 68 000 unità vendute nella sua prima settimana.

## Influenze
Tecca afferma di essere stato influenzato da molti artisti che vanno da Michael Jackson e i Coldplay nella sua infanzia, a Eminem, Lil Wayne, Meek Mill, Waka Flocka Flame e Chief Keef.

## Discografia

### Album in studio
- 2020 – Virgo World
- 2021 – We Love You Tecca 2
- 2023 – Tec
- 2024 – Plan A
- 2025 – Dopamine

### Mixtape
- 2019 – We Love You Tecca

### Singoli

#### Come artista principale
- 2018 – My Time
- 2018 – Rags to Riches
- 2018 – Count Me Out
- 2019 – Did It Again
- 2019 – Molly Girl
- 2019 – Ransom (solo o con Juice Wrld)
- 2019 – Bossanova
- 2019 – Love Me
- 2019 – Glo Up
- 2020 – Royal Rumble
- 2020 – Dolly (con Lil Uzi Vert)
- 2021 – Show Me Up
- 2021 – Never Left
- 2021 – Money on Me
- 2021 – Repeat It
- 2022 – Fallin
- 2022 – Let Love Go (con Mabel)
- 2022 – She Want Some More (con gli Internet Money feat. Ken Carson)
- 2022 – Faster
- 2022 – Treesha
- 2022 – Blessing
- 2023 – Poppin (con Rich Amiri)
- 2023 – Need Me
- 2023 – 500lbs
- 2023 – HVN on Earth (con Kodak Black)
- 2023 – Dead or Alive
- 2024 – Down with Me
- 2025 – Dark Thoughts
- 2025 – OWA OWA

#### Come artista ospite
- 2019 – Memories in My Head (Icyslug feat. Lougotcash e Lil Tecca)
- 2019 – Did It Again (Remix) (Smxthers feat. Lil Tecca)
- 2019 – Somebody (Internet Money feat. Lil Tecca e A Boogie wit da Hoodie)
- 2020 – Diva (The Kid Laroi feat. Lil Tecca)
- 2021 – Jetski (Internet Money feat. Lil Mosey e Lil Tecca)